# Seznam kulturních památek v okrese Plzeň-město
Tento seznam nemovitých kulturních památek v okrese Plzeň-město vychází z  Ústředního seznamu kulturních památek ČR, který na základě zákona č. 20/1987 Sb., o státní památkové péči, vede Národní památkový ústav jako ústřední organizace státní památkové péče. Údaje jsou průběžně upřesňovány, přesto mohou obsahovat i řadu věcných a formálních chyb a nepřesností či být neaktuální. 
Pokud byly některé části dotčeného území vyčleněny do samostatných seznamů, měly by být odkazy na tyto dílčí seznamy uvedeny v úvodu tohoto seznamu nebo v úvodu příslušné sekce seznamu.
- Seznam kulturních památek v Dýšině
- Seznam kulturních památek v Plzni
  - Seznam kulturních památek v Plzni-Vnitřním Městě
  - Seznam kulturních památek v Plzni-Jižním Předměstí
  - Seznam kulturních památek v Plzni-Severním Předměstí
  - Seznam kulturních památek v Plzni-Východním Předměstí
  - Seznam kulturních památek v Bolevci
  - Seznam kulturních památek v Božkově
  - Seznam kulturních památek v Doubravce
  - Seznam kulturních památek v Hradišti
  - Seznam kulturních památek v Koterově
  - Seznam kulturních památek v Křimicích
- Seznam kulturních památek ve Starém Plzenci včetně části obce Sedlec
- Seznam kulturních památek ve Šťáhlavech včetně části obce Šťáhlavice

## Chrást
|  | Kategorie „Pomník odboje (Chrást) “ na Wikimedia Commons | Hledat fotografie a kategorie ve Wikimedia Commons podle rejstříkového čísla památky | Nahrát snímek k tomuto tématu do úložiště Wikimedia Commons |  |

|  | Kategorie „Jílkův mlýn “ na Wikimedia Commons | Hledat fotografie a kategorie ve Wikimedia Commons podle rejstříkového čísla památky | Nahrát snímek k tomuto tématu do úložiště Wikimedia Commons |  |

## Chválenice
|  |  | Hledat fotografie a kategorie ve Wikimedia Commons podle rejstříkového čísla památky | Nahrát snímek k tomuto tématu do úložiště Wikimedia Commons |  |

|  |  | Hledat fotografie a kategorie ve Wikimedia Commons podle rejstříkového čísla památky | Nahrát snímek k tomuto tématu do úložiště Wikimedia Commons |  |

|  | Kategorie „Church of Saint Martin (Chválenice) “ na Wikimedia Commons | Hledat fotografie a kategorie ve Wikimedia Commons podle rejstříkového čísla památky | Nahrát snímek k tomuto tématu do úložiště Wikimedia Commons |  |

## Kyšice
|  |  | Hledat fotografie a kategorie ve Wikimedia Commons podle rejstříkového čísla památky | Nahrát snímek k tomuto tématu do úložiště Wikimedia Commons |  |

|  |  | Hledat fotografie a kategorie ve Wikimedia Commons podle rejstříkového čísla památky | Nahrát snímek k tomuto tématu do úložiště Wikimedia Commons |  |

|  |  | Hledat fotografie a kategorie ve Wikimedia Commons podle rejstříkového čísla památky | Nahrát snímek k tomuto tématu do úložiště Wikimedia Commons |  |

|  | Kategorie „Chapel of Saint Lawrence in Kyšice (Plzeň-City District) “ na Wikimedia Commons | Hledat fotografie a kategorie ve Wikimedia Commons podle rejstříkového čísla památky | Nahrát snímek k tomuto tématu do úložiště Wikimedia Commons |  |

## Letkov
|  | Kategorie „Chapel of Saint Godehard (Letkov) “ na Wikimedia Commons | Hledat fotografie a kategorie ve Wikimedia Commons podle rejstříkového čísla památky | Nahrát snímek k tomuto tématu do úložiště Wikimedia Commons |  |

|  |  | Hledat fotografie a kategorie ve Wikimedia Commons podle rejstříkového čísla památky | Nahrát snímek k tomuto tématu do úložiště Wikimedia Commons |  |

## Lhůta
| Památka                       | Fotografie        | Rejstříkové číslo v ÚSKP                                                             | Sídelní útvar                                               | Poloha                                                                                 | Popis a poznámky                                                 |
| ----------------------------- | ----------------- | ------------------------------------------------------------------------------------ | ----------------------------------------------------------- | -------------------------------------------------------------------------------------- | ---------------------------------------------------------------- |
| Kovárna Hvížďalka (Q33309939) | \| \| \| \| \| \| | 39704/4-506 Pam. katalog MIS                                                         | Lhůta                                                       | za obcí, rozcestí jižním směrem ke Šťáhlavům 24 49°41′46,72″ s. š., 13°31′18,07″ v. d. | Kovárna Hvížďalka · Zapsáno do státního seznamu před rokem 1988. |
|                               |                   | Hledat fotografie a kategorie ve Wikimedia Commons podle rejstříkového čísla památky | Nahrát snímek k tomuto tématu do úložiště Wikimedia Commons |                                                                                        |                                                                  |

## Losiná
| Památka                      | Fotografie        | Rejstříkové číslo v ÚSKP                                                             | Sídelní útvar                                               | Poloha                                        | Popis a poznámky                                         |
| ---------------------------- | ----------------- | ------------------------------------------------------------------------------------ | ----------------------------------------------------------- | --------------------------------------------- | -------------------------------------------------------- |
| Kaple svaté Anny (Q37469397) | \| \| \| \| \| \| | 102033 Pam. katalog MIS                                                              | Losiná                                                      | Losiná 49°40′10,61″ s. š., 13°26′52,18″ v. d. | Kaple sv. Anny Památkově chráněno od 15. listopadu 2006. |
|                              |                   | Hledat fotografie a kategorie ve Wikimedia Commons podle rejstříkového čísla památky | Nahrát snímek k tomuto tématu do úložiště Wikimedia Commons |                                               |                                                          |

## Mokrouše
|  |  | Hledat fotografie a kategorie ve Wikimedia Commons podle rejstříkového čísla památky | Nahrát snímek k tomuto tématu do úložiště Wikimedia Commons |  |

|  |  | Hledat fotografie a kategorie ve Wikimedia Commons podle rejstříkového čísla památky | Nahrát snímek k tomuto tématu do úložiště Wikimedia Commons |  |

## Nezbavětice
| Památka                              | Fotografie        | Rejstříkové číslo v ÚSKP                                                             | Sídelní útvar                                               | Poloha                                             | Popis a poznámky                                                        |
| ------------------------------------ | ----------------- | ------------------------------------------------------------------------------------ | ----------------------------------------------------------- | -------------------------------------------------- | ----------------------------------------------------------------------- |
| Smírčí kříž pod Skalkami (Q38035207) | \| \| \| \| \| \| | 35135/4-490 Pam. katalog MIS                                                         | Nezbavětice                                                 | Nezbavětice 49°39′27,41″ s. š., 13°28′50,74″ v. d. | Smírčí kříž pod Skalkami · Zapsáno do státního seznamu před rokem 1988. |
|                                      |                   | Hledat fotografie a kategorie ve Wikimedia Commons podle rejstříkového čísla památky | Nahrát snímek k tomuto tématu do úložiště Wikimedia Commons |                                                    |                                                                         |

## Nezvěstice
|  | Kategorie „Nezvěstice (castle) “ na Wikimedia Commons | Hledat fotografie a kategorie ve Wikimedia Commons podle rejstříkového čísla památky | Nahrát snímek k tomuto tématu do úložiště Wikimedia Commons |  |

|  | Kategorie „All Saints church (Nezvěstice) “ na Wikimedia Commons | Hledat fotografie a kategorie ve Wikimedia Commons podle rejstříkového čísla památky | Nahrát snímek k tomuto tématu do úložiště Wikimedia Commons |  |

## Štěnovický Borek
| Památka                            | Fotografie                                                                    | Rejstříkové číslo v ÚSKP                                                             | Sídelní útvar                                               | Poloha                                           | Popis a poznámky                                                  |
| ---------------------------------- | ----------------------------------------------------------------------------- | ------------------------------------------------------------------------------------ | ----------------------------------------------------------- | ------------------------------------------------ | ----------------------------------------------------------------- |
| Kaple svatého Vojtěcha (Q37990360) | \| \| \| \| \| \|                                                             | 28615/4-373 Pam. katalog MIS                                                         | Nebílovský Borek                                            | Na Planinách 49°39′0,4″ s. š., 13°26′38,5″ v. d. | Kaple sv. Vojtěcha · Zapsáno do státního seznamu před rokem 1988. |
|                                    | Kategorie „Chapel of Saint Adalbert (Nebílovský Borek) “ na Wikimedia Commons | Hledat fotografie a kategorie ve Wikimedia Commons podle rejstříkového čísla památky | Nahrát snímek k tomuto tématu do úložiště Wikimedia Commons |                                                  |                                                                   |

## Tymákov
|  |  | Hledat fotografie a kategorie ve Wikimedia Commons podle rejstříkového čísla památky | Nahrát snímek k tomuto tématu do úložiště Wikimedia Commons |  |

|  |  | Hledat fotografie a kategorie ve Wikimedia Commons podle rejstříkového čísla památky | Nahrát snímek k tomuto tématu do úložiště Wikimedia Commons |  |

|  |  | Hledat fotografie a kategorie ve Wikimedia Commons podle rejstříkového čísla památky | Nahrát snímek k tomuto tématu do úložiště Wikimedia Commons |  |

|  |  | Hledat fotografie a kategorie ve Wikimedia Commons podle rejstříkového čísla památky | Nahrát snímek k tomuto tématu do úložiště Wikimedia Commons |  |